# Rincón Hondo
Rincón Hondo es un corregimiento del distrito de Pesé en la provincia de Herrera, República de Panamá. La población tiene 1.416 habitantes (2010).